# 訣別の街
『訣別の街』（けつべつのまち、原題: City Hall）は、1996年公開のアメリカのサスペンス映画。
ハロルド・ベッカー監督、アル・パチーノ、ジョン・キューザック、ブリジット・フォンダ、ダニー・アイエロ出演。
ベッカーがパチーノを監督した『シー・オブ・ラブ』（1989年）に続く、ベッカーとパチーノの2度目のコラボレーション作品。

## あらすじ
ニューヨーク・ブルックリンで警官とマフィアの銃撃戦が発生した。警官とマフィアは相打ちとなり両者が死亡し、さらに流れ弾が当たった黒人少年も死亡した。市民から絶大な支持を得ているニューヨーク市長ジョン・パパスは市長補佐官のケヴィンの反対を押し切って事件で死亡した少年の葬儀に参列し弔辞を述べた。
死亡したマフィアは保護観察中であったが、懲役刑ではなく保護観察処分が下された当時の経緯に不自然な点があることにケヴィンは気づく。ケヴィンは調査を進めるが、情報提供者が次々に殺害される。判決が意図的に軽減されていた証拠が揃い、関与が明白になった判事スターンにケヴィンは辞職を迫る。スターンは自身がマフィアに買収されたことを告白。そしてその買収にはジョンの盟友である政治家アンセルモが関与していること、さらに政界にはニューヨーク・マフィアの1人ポール・ザパティから裏金が流入していることも告白した。
アンセルモは逮捕前に自殺し、ケヴィンはアンセルモの背後にジョンがいることを察知する。ケヴィンはジョンを糾弾し、辞職を迫る。ジョンは政治家を志していた当初のようにはいかなくなってしまったことを告げる。その後ケヴィンは市長補佐官を辞め、ニューヨーク市議会議員選挙に出馬する。

## キャスト
※括弧内は日本語吹替（VHS・DVD収録）
- ジョン・パパス - アル・パチーノ[2][3]（野沢那智）[1]
- ケヴィン・カルフーン - ジョン・キューザック[2][3]（家中宏）[1]
- フランク・アンセルモ - ダニー・アイエロ[2][3]（小林清志）
- メアリベス・コーガン - ブリジット・フォンダ[2][3]（日野由利加）[1]
- ポール・ザパティ - アンソニー・フランシオサ[2][3]（石森達幸）
- ウォルター・スターン - マーティン・ランドー[2][3]（糸博）
- エイブ・グッドマン - デヴィッド・ペイマー[2][3]（牛山茂）

- ラリー・シュワルツ - リチャード・シフ[2][3]
- トニー・ザパティ - ラリー・ロマーノ[2][3]
- シドニー・パパス - リンゼイ・ダンカン[3]
- ホリー - メル・ウィンクラー[3]
- エレイン・サントス - ローレン・ベレス[3]
- ネッティー・アンセルモ - ロバータ・ピーターズ[3]
- ヴィニー・ザパティ - エンジェル・デビット[3]
- ウェイカリー - ボブ・ラブレ[3]
- ジェームズ・ボーン - レイ・アラニャ[3]
- ジェームズ・ボーンJr. - ジャリル・リン[3]
- ハリー・ブージン
- リチャード・ガント[2]
- タマラ・チュニー[2]

## DVD
ワーナー・ホーム・ビデオより1999年11月19日リリース。以降繰り返し廉価版が発売され続けている。